# Virginiamycin
Virginiamycin là một loại kháng sinh streptogramin tương tự pristinamycin và quinupristin/dalfopristin. Nó là sự kết hợp của pristinamycin IIA (virginiamycin M1) và virginiamycin S1. Virginiamycin được sử dụng trong ngành công nghiệp ethanol nhiên liệu để ngăn ngừa ô nhiễm vi khuẩn. Nó cũng được sử dụng trong nông nghiệp, đặc biệt là trong chăn nuôi, để thúc đẩy sự phát triển của động vật và ngăn ngừa và điều trị nhiễm trùng. Thuốc kháng sinh cũng tiết kiệm tới 30% chi phí thức ăn ở lợn con, mặc dù khoản tiết kiệm giảm dần khi lợn già, theo một nghiên cứu của USDA.